# Une amitié absolue
Une amitié absolue (Absolute Friends) est un roman d'espionnage britannique de John le Carré publié en 2003 par Hodder & Stoughton.

## Résumé
Peu après la guerre d'Irak, deux anciens espions du MI6, le Britannique Ted Mundy et l'Est-Allemand Sasha (ancien de la Stasi, puis agent double), se retrouvent. Ils s'étaient liés d'amitié au début de la Guerre froide, puis avaient collaboré contre le bloc communiste. Aujourd'hui rangés, ils décident de retravailler ensemble pour combattre l'impérialisme américain. Las, ils sont piégés et tués par les États-Unis, qui les présentent aux yeux du monde comme des terroristes pour convaincre les Européens de la nécessité de la guerre contre l'« Axe du Mal ». Amory, collègue de Ted, tente de faire savoir la vérité, mais le gouvernement anglais parvient à le discréditer complètement.

## Thèmes
Au moment d'écrire ce roman, John le Carré s'était fortement opposé à la guerre d'Irak. Le livre est autant prétexte à mettre en place une histoire d'espionnage complexe qu'à « dénoncer un danger actuel, un ennemi rampant, et [à] transmettre à ses lecteurs sa révolte, son amertume ». Pour Jean-Christophe Rufin, Le Carré imagine un monde où les extrémismes sont hypertrophiés, permettant « la convergence des intérêts des terroristes extérieurs et d'une extrême droite américaine qui justifie son pouvoir par les impératifs de sécurité ».